# Clypeosphaerulina vincae
Clypeosphaerulina vincae är en svampart som först beskrevs av Sousa da Câmara, och fick sitt nu gällande namn av Sousa da Câmara 1939. Clypeosphaerulina vincae ingår i släktet Clypeosphaerulina, divisionen sporsäcksvampar och riket svampar.   Inga underarter finns listade i Catalogue of Life.